# Patrick Ngoma
Patrick Ngoma (n. Lusaka, 21 de mayo de 1997) es un futbolista zambiano que juega en la demarcación de delantero para el Red Arrows FC de la Primera División de Zambia.

## Biografía
Debutó como futbolista en 2014 con el Red Arrows FC de Zambia. En su primera temporada con el club, acabó en octava posición en liga, marcando un total de tres goles con el equipo, marcando el primer gol el 26 de julio de 2014 contra el Kabwe Warriors, perdiendo por 1-3, marcando el único gol del club.

## Selección nacional
Juega para la selección de fútbol de Zambia. Formó parte de la selección en la Copa Africana de Naciones 2015, jugando su segundo encuentro con el combinado zambiano en un partido de dicho torneo el 26 de enero de 2015 contra Cabo Verde, que finalizó con empate a cero.

## Clubes
Actualizado al último partido jugado el 11 de abril de 2018.
| Club                    | País   | Año         | Partidos | Goles |
| ----------------------- | ------ | ----------- | -------- | ----- |
| Red Arrows FC           | Zambia | 2014 - 2015 | 20       | 3     |
| Al-Ittihad Al-Iskandary | Egipto | 2015 - 2016 | 9        | 0     |
| Red Arrows FC           | Zambia | 2016 -      |          | 6     |